# Trêve de 2023 entre Israël et le Hamas
Pour un article plus général, voir Guerre à Gaza depuis 2023.

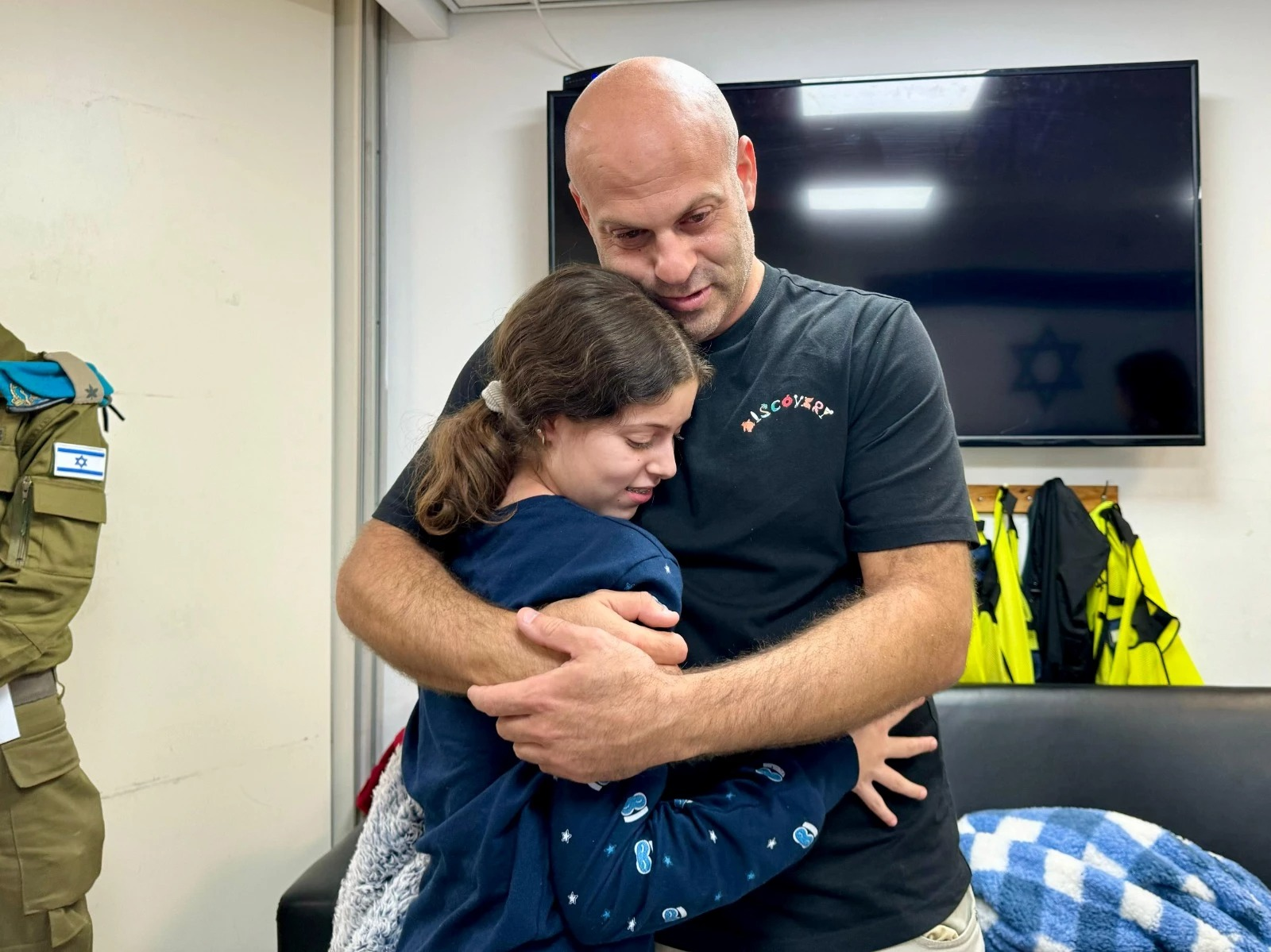
Hila Rotem, une Israélienne de 13 ans, est libérée par le Hamas le 26 novembre. Sa mère, Raya, reste otage à Gaza.

Un cessez-le-feu temporaire entre Israël et les groupes combattants palestiniens dirigés par le Hamas dans la bande de Gaza est entré en vigueur du 24 novembre au 30 novembre 2023, pendant la guerre à Gaza depuis 2023.

## Déroulement
L'accord initial, négocié par le Qatar, stipule une pause de quatre jours dans les combats au cours de laquelle 50 otages israéliens détenus à Gaza et 150 prisonniers palestiniens d'Israël devront être libérés, tout en autorisant l'entrée davantage d'aide humanitaire à Gaza, le cessez-le-feu étant soumis à prolongation suivants les conditions de libérations d'otages supplémentaires,,. Le 27 novembre, le ministère qatari des Affaires étrangères annonce la prolongation du cessez-le-feu pour une durée de deux jours, entraînant la libération de 20 Israéliens et 60 Palestiniens. Peu avant la fin du temps imparti, le 30 novembre, une nouvelle prolongation d'un jour est convenue par les deux parties,. Les médiateurs au Qatar et en Égypte déclarent avoir travaillé pour négocier une nouvelle prolongation de la trêve.
L'accord est salué au niveau international, notamment par les États-Unis, soutenant également sa prolongation. Les deux parties se reprochent mutuellement la violation du cessez-le-feu. Le 1er décembre, la trêve prend fin lorsque le Hamas dénonce le refus d'un accord d'échange d'otages visant à prolonger la trêve avec Israël, l'organisation terroriste lançant ensuite des roquettes sur Sdérot,,. Israël répond par des bombardements aériens sur Gaza, le ministère de la Santé de Gaza faisant état de 20 morts,,. Le 2 décembre, les négociations ont échoué, la délégation israélienne ayant quitté le Qatar à la suite d'une impasse et le Hamas annonce ne plus libérer d'otages jusqu'à la fin de la guerre. Les États-Unis accusent le Hamas d'avoir violé la trêve et les termes du cessez-le-feu,.
Le 13 décembre, Israël et les États-Unis sont de plus en plus isolés face aux appels mondiaux croissants en faveur d’un cessez-le-feu,,,.